# Ten Toes Down
Ten Toes Down è l'ottavo album del duo hip hop statunitense 8Ball & MJG, pubblicato nel 2010 dalla E1 Music e dall'etichetta di T.I. Grand Hustle.
| Recensione | Giudizio |
| ---------- | -------- |
| AllMusic   |          |

## Tracce
1. It's Goin' Down – 4:54 – Drumma Boy
2. Bring It Back (featuring Young Dro) – 3:56 – Nitti
3. I Don't Give a Fuck (featuring Bun B) – 4:35 – David Banner
4. Ten Toes Down (featuring Lil Boosie) – 4:44 – Drumma Boy
5. Fuck You Mean (featuring Soulja Boy Tell 'Em) – 4:21 – B-Don, SuperCed (co.)
6. We Come From (featuring David Banner) – 4:43 – Midnight Black
7. She's So Fine – 4:20 – The Beat Bullies
8. Grindin' (featuring Ricco Barrino) – 4:17 – Nard & B, DJ Spinz
9. Spotlight (featuring Ricco Barrino) – 3:33 – Shamann Raz (of Beat Billionaire)
10. Right Now – 6:28 – Mo B. Dick
11. What They Do (featuring T.I. and Masspike Miles) – 4:42 – 1500 or Nothin', Lil' C
12. Billy (Truth Be Told) – 3:23 – Nard & B
13. Life Goes On (featuring Slim Thug) – 5:22 – Drumma Boy, DJ Spinz
14. Still Remain – 4:35 – Drumma Boy

## Classifiche settimanali
| Classifica (2010)         | Posizione massima |
| ------------------------- | ----------------- |
| Stati Uniti               | 36                |
| US Top R&B/Hip-Hop Albums | 10                |